# Starszy posterunkowy
Starszy posterunkowy (st. post.) – drugi stopień szeregowy w Policji następujący po stopniu posterunkowego. Stopniem wyższym następującym bezpośrednio po nim jest stopień sierżanta. Na stopień ten mianuje komendant wojewódzki Policji. Nadanie wyższego stopnia nie może nastąpić wcześniej niż po przesłużeniu w stopniu starszego posterunkowego 1 roku. Odpowiednik wojskowego stopnia starszego szeregowego oraz starszego strażaka w Państwowej Straży Pożarnej.